# Verónica II Guterres
Verónica II Guterres, född okänt år, död 1758, var en afrikansk monark, drottning av kungariket Matamba och kungariket Ndongo från 1756 till 1758. 
Hon var dotter till Ana II Guterres och syster till Ana III Guterres. Hon var möjligen dotter till Juliana I Guterres, som enligt en teori regerade i perioden 1741–42, och adopterades sedan av sin moster Ana II Guterres, vilket gjorde henne till hennes dotter i officiella dokument. Hon var Ana II:s tronarvinge och efterträdde henne vid hennes död 1756. Hennes regeringstid blev kort. År 1758 avsattes hon i en kupp av sin syster (eller kusin) Ana III Guterres, som ska ha avrättat henne genom halshuggning. Ana III avsattes och dödades i sin tur 1767 av sin brorson/systerson Francisco II Kalwete ka Mbandi, som alltså kan ha varit 
Verónica II:s son.